# Лазар, Мария
Мария Лазар урождённая Чарторыйская (18 апреля 1895, Геркулесбад, Австро-Венгрия (ныне Бэйле-Еркулане, Румыния) — 1 октября 1983, Будапешт) — венгерская актриса
 театра и кино. Заслуженная артистка Венгрии (1962). Народная артистка Венгрии (1973).

## Биография

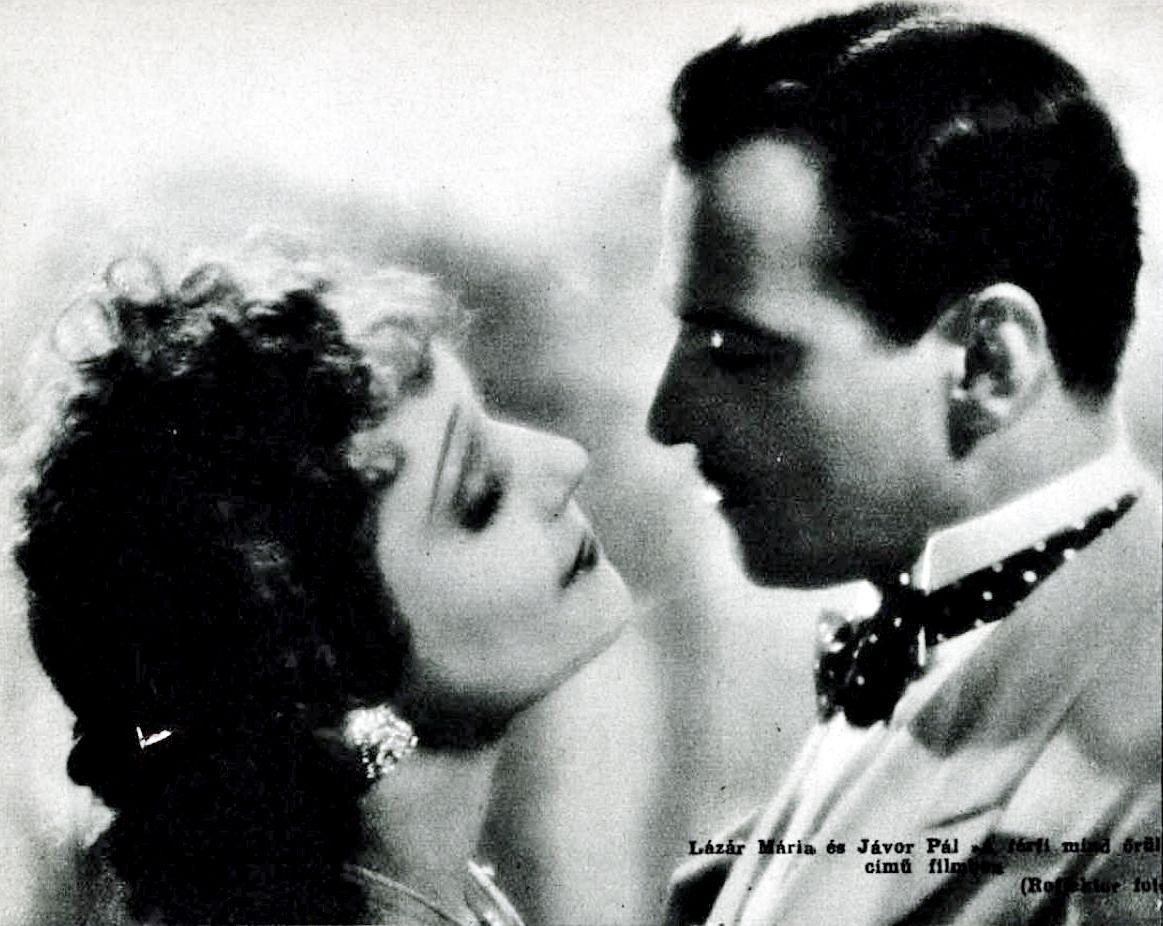
Мария Лазар. 1937

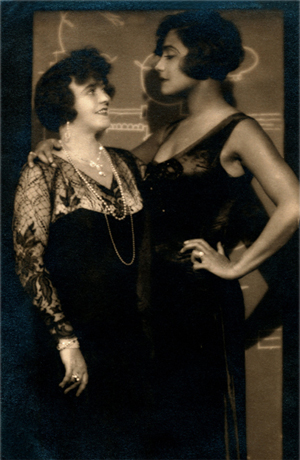
Мици Харасти и Мария Лазар (справа). 1927

Представительница польского княжеского рода Чарторыйские. Окончила актёрскую школу в Будапеште. Дебютировала в 1915 году на сцене Сегедского театра, через шесть лет перешла в Будапештский Театр комедии. С 1925 по 1927 год играла в Театре «Ренессанс», Театре «Аполлон» , Королевском Орфеуме.
В 1927 году недолго выступала в столичном Театре оперетты, затем вновь в Театре комедии, пела в кабаре. Выступала в Театре Венгерской народной армии.
С 1948 года до выхода на пенсию в 1965 году член коллектива театра Мадах в Будапеште. В 1961—1965 годах из-за несчастного случая на сцене не выступала. В течение десяти лет была председателем Венгерской ассоциации театрального искусства.
Играла в пьесах Шекспира («Ромео и Джульетта»), Чехова («Три сестры»), А. Островского («Волки и овцы»), Д. Б. Шоу, П. Абрахама, Ф. Мольнара, Л. Пиранделло, Ф. Херцега и др.
Снималась в кино с 1915 года. За свою карьеру сыграла в более 40 фильмах.
Трижды была замужем.
Похоронена на кладбище Фаркашрети.

## Избранная фильмография
- A Levágott kéz (1920)
- Haus ohne Tür und ohne Fenster (1922)
- Fehér galambok fekete városban (1923)
- A 111-es (1937)
- Megvédtem egy asszonyt (1938)
- Egy éjszaka Erdélyben (1941)
- Magdolna (1942)
- Будапештская весна / Budapesti tavasz (1955)
- Приключение в Герольштейне / Gerolsteini kaland (1957)
- В солдатском мундире / Bakaruhában (1957)
- Alázatosan jelentem (1960)
- Rangon alul (1960)
- Az orvos halála (1966)
- Воспоминание о курорте / Herkulesfürdöi emlék (1976)